# 天主教費努阿里武-阿齊納納納教區
天主教費努阿里武-阿齊納納納教區 （拉丁語：Dioecesis Fenoarivensis-Atsinananensis）是馬達加斯加一個羅馬天主教教區，屬圖阿馬西納總教區。
教區成立於2000年10月30日，2006年有教友120,000人（佔轄區總人口15.4%）、八個堂區、卅一名司鐸。現任教區主教為馬塞林·蘭德里亞馬蒙吉。